# فرودگاه کاولی
فرودگاه کاولی (به انگلیسی: Cowley Airport) یک فرودگاه خصوصی با کد یاتا YYM است که یک باند فرود چمن دارد و طول باند آن ۱۰۹۷ متر است. این فرودگاه در کشور کانادا قرار دارد و در ارتفاع ۱۱۸۱ متری از سطح دریا واقع شده‌است.